# Fanóstenes
Fanóstenes (Phanosthenes, Φανοσθένης) fue un militar nativo de Andros, al servicio de Atenas.
Fue elegido estratego (general) en 408-407 a. C. Según Jenofonte, en el 407 a. C., fue enviado a la isla de Andros con cuatro naves para sustituir en el mando al general Conón. En el camino se encontró de manera fortuita con dos trirremes de Turios, bajo el mando de Dorieo de Rodas. Las capturaron con la tripulación y los atenienses encarcelaron a todos los prisioneros, excepto a Dorieo al que perdonaron y soltaron. Platón lo cita en su diálogo Ion, en una serie de ejemplos de personas que ejecutaron altos cargos en el ejército ateniense, a pesar de que fueran extranjeros. A la caída de su ciudad fue a Atenas, donde se le otorgó la ciudadanía.